# Chaos Field
Chaosfield (カオスフィールド Kaosufiirudo?) fue lanzado como Chaosfield New Order para la PlayStation 2 es un videojuego de tipo Matamarcianos lanzado por Milestone Inc.. Fue portado a Dreamcast, PlayStation 2, y GameCube, siendo esta última lanzado más tarde únicamente en Estados Unidos mientras que las otras versiones se quedaron todas como exclusivas para el mercado japonés. También fue lanzado como parte del juego Milestone Shooting Collection: Karous Wii.

## Modo de juego
El estilo del juego se basa en fases con enormes jefes finales al final de cada una, siendo cada vez más poderosos. La nave del protagonista se puede mover entre dos dimensiones paralelas que son el "order field" y el "chaos field". En la dimensión "order field" los enemigos tienen un poder de daño menos mientras que en la "chaos field" hay más oportunidades de conseguir más puntos.
Los jugadores pueden elegir entre una cantidad de 3 naves, cada una con unas características distintas de daño de arma y de velocidad. Todos ellos constan de una 'espada' especial, posiblemente inspirada en el juego Radiant Silvergun, pero que se usa para cancelar los disparos de los enemigos más que para atacar.
Hay dos ataques especiales que el jugador puede usar, un "Wing Layer" y un "Lock-on Shot". El "Wing layer" puede usarse para dañar al enemigo además de cancelar los disparos para obtener combos. Estos ataques funcionan distintos para cada nave.
Los combos se pueden generar bloqueando ataques de los enemigos o secciones de los enemigos con el ataque especial 'Lock-on Shot' o cancelando sus ataques con el 'Wing Layer'.

## Argumento
El juego tiene lugar en un tiempo futuro donde los avances tecnológicos han sido capaces de descubrir una dimensión de absoluto caos que se le llamará "The Chaos Field". Tras su descubrimiento, los habitantes de la dimensión de Chaos Field, conocidos como Abo, invaden la tierra (a los habitantes de la tierra se les conoce como mundo 'The Order Field' en contraste al mundo 'The Chaos Field'). La guerra se estaba haciendo muy larga y dura por lo que se seleccionó a los mejores pilotos equipados con tecnología transdimensional para combatir los Abo y salvar la tierra.

### Personajes
- Hal es un joven de 15 años y piloto del Mixed Blue. Él es extremadamente estoico y fue seleccionado desde su nacimiento.
- Ifumi es una joven de 19 años y pilota la Flawed Red. Ella es de naturaleza optimista y actúa como si fuese una hermana para Hal.
- Jinn tiene 30 años con un misterioso pasado y pilota la Fake Yellow. Hay muchos rumores sobre él siendo el más interesante el que fue creado genéticamente con genes Abo.